# Naša svakodnevna priča
Naša svakodnevna priča é um filme bósnio de 2015, do gênero drama, dirigido por Ines Tanović.
O filme foi escolhido para representar a Bósnia e Herzegovina na competição de Oscar de melhor filme estrangeiro da edição de 2016.

## Elenco
- Mediha Musliovic
- Goran Navojec
- Emir Hadzihafizbegovic
- Maja Izetbegovic
- Goran Bogdan
- Boro Stjepanovic
- Enis Beslagic
- Uliks Fehmiu
- Moamer Kasumovic
- Jasna Beri
- Rijad Gvozden
- Mirvad Kuric
- Vedrana Seksan
- Aleksandar Seksan
- Nina Violic